# Lijst van spoorwegstations in het Brussels Hoofdstedelijk Gewest
Deze lijst van spoorwegstations in het Brussels Hoofdstedelijk Gewest overloopt alle spoorwegstations in Brussel op alfabetische volgorde.
| Station             | Gemeente            | Spoorlijn                          | Aantal sporen | Opening | Sluiting        | Informatie | Afbeelding        |
| ------------------- | ------------------- | ---------------------------------- | ------------- | ------- | --------------- | --- | ----------------- |
| Anderlecht          | Anderlecht          | 50C                                | 2             | 2020    |                 | Vlak bij COOVI; geopend op 13 december 2020 |                   |
| Arcaden             | Watermaal-Bosvoorde | 26                                 | 2             | 2016    |                 | Gelegen vlak naast het station Watermaal. |                   |
| Bockstael           | Laken               | 50                                 | 2             | 1983    |                 | |                   |
| Boondaal            | Elsene              | 26                                 | 2             | 1973    |                 | |                   |
| Bordet              | Evere               | 26                                 | 2             | 1976    |                 | |                   |
| Bosvoorde           | Watermaal-Bosvoorde | 161                                | 2             | 1854    |                 | |                   |
| Brussel-Centraal    | Brussel             | 0                                  | 6             | 1952    |                 | Drukste station van België |                   |
| Brussel-Congres     | Brussel             | 0                                  | 4             | 1952    |                 | |                   |
| Brussel-Groendreef  | Brussel             | 25 - 27                            | 3             | 1835    | 1954            | Eerste spoorwegstation in België van waaruit op 5 mei 1835 de eerste Belgische treinrit vertrok. |                   |
| Brussel-Kapellekerk | Brussel             | 0                                  | 4             | 1952    |                 | |                   |
| Brussel-Luxemburg   | Elsene              | 161                                | 6             | 1854    |                 | Vroeger Brussel-Leopoldswijk |                   |
| Brussel-Noord       | Schaarbeek          | 0 - 25 - 27 - 36 - 36N - 50- 161/2 | 12            | 1846    |                 | Oorspronkelijk aan het Rogierplein, later verplaatst bij de opening van de Noord-zuidverbinding in 1952 |                   |
| Brussel-Schuman     | Brussel             | 161                                | 4             | 1865    |                 | Gesloten in 1922 als station Wetstraat en heropend in 1969 onder de naam Brussel-Schuman |                   |
| Thurn en Taxis      | Laken               | 28                                 | 2             | 1883    |                 | Gesloten in 1984 als station Pannenhuis en heropend in 2015 onder de naam Thurn en Taxis |                   |
| Brussel-West        | Sint-Jans-Molenbeek | 28                                 | 2             | 1871    |                 | Gesloten in 1984 en heropend in 2009 |                   |
| Brussel-Zuid        | Sint-Gillis         | 0 - 28 - 50A - 96 - 124            | 22            | 1869    |                 | Knooppunt van internationale en nationale treinen |                   |
| Delta               | Oudergem            | 26                                 | 2             | 1976    |                 | |                   |
| Diesdelle           | Ukkel               | 26                                 | 2             | 2007    |                 | Gelegen vlak bij het station Sint-Job. |                   |
| Etterbeek           | Elsene              | 26 - 161                           | 4             | 1880    | 1992 (goederen) | Ligt nog net over de grens van de gemeente Elsene. |                   |
| Evere               | Evere               | 26                                 | 2             | 1976    |                 | |                   |
| Ganshoren           | Ganshoren           | 60                                 | 2             | 1882    |                 | |                   |
| Haren               | Haren               | 26                                 | 2             | 1976    |                 | Voor het reizigersstation Haren opende, was dit enkel een goederenstation onder de naam Haren Linde, waar voornamelijk witloof werd ingeladen. In de volksmond noemde men dit goederenstation ook het Witloofstation. Sinds 2018 is Haren met een voetgangersbrug verbonden met Haren Zuid op lijn 36. Beide stations liggen met de nieuwe verbinding op amper 200 meter van elkaar. |                   |
| Haren-Zuid          | Haren               | 36                                 | 4             | 1866    |                 | Sinds 2018 is Haren Zuid met een voetgangersbrug verbonden met Haren op lijn 26. Beide stations liggen met de nieuwe verbinding op amper 200 meter van elkaar. |                   |
| Jette               | Jette               | 50 - 60                            | 4             | 1858    |                 | |                   |
| Josaphat            | Schaarbeek          | 161                                | 2             | 1865    | 1884            | Slechts 20 jaar in dienst geweest. |                   |
| Koninklijke halte   | Laken               | 28                                 | 2             | 1877    | 2001            | Opstapplaats voor de koninklijke familie |                   |
| Sint-Mariastraat    | Schaarbeek          | 161                                | 2             | 1865    | 1884            | Net als halte Josaphat slechts 20 jaar in dienst geweest. |                   |
| Kuregem             | Anderlecht          | 28                                 | 2             | 1871    | 1984            | Waarschijnlijk heropening in 2017 |                   |
| Laken               | Laken               | 50 - 28                            | 4             | 1864    | 1982            | Stationsgebouw bewaard gebleven |                   |
| Leuvensesteenweg    | Sint-Joost-ten-Node | 161                                | 2             | 1865    | 1924            | Oorspronkelijk station Sint-Joost-Ten-Node. Stationsgebouw bewaard gebleven |                   |
| Meiser              | Schaarbeek          | 26                                 | 2             | 1976    |                 | |                   |
| Merode              | Etterbeek           | 26                                 | 2             | 1976    |                 | |                   |
| Moensberg           | Ukkel               | 26                                 | 2             | 1973    |                 | |                   |
| Mouterij            | Elsene              | 26                                 | 2             | 2015    |                 | |                   |
| Rogierstraat        | Schaarbeek          | 161                                | 2             | 1865    | 1884            | Slechts 20 jaar in dienst geweest. |                   |
| Schaarbeek          | Brussel             | 25 - 26 - 27 - 28 - 36 - 36N       | 13            | 1835    |                 | Vlakbij spoorwegmuseum Train World |                   |
| Simonis             | Koekelberg          | 28                                 | 2             | 1871    |                 | Tot 1982 station Koekelberg. Bij de opening van de metro in 1982 heraangelegd en hernoemd als station Simonis. In 1984 gesloten voor regulier reizigersverkeer maar open gebleven als omleidingsstation voor Brussel Centraal. Vanaf 2015 terug regulier reizigersverkeer. |                   |
| Sint-Agatha-Berchem | Sint-Agatha-Berchem | 50                                 | 2             | 1864    |                 | |                   |
| Sint-Job            | Ukkel               | 26                                 | 2             | 1973    |                 | |                   |
| Ukkel-Kalevoet      | Ukkel               | 124                                | 2             | 1873    |                 | |                   |
| Ukkel-Stalle        | Ukkel               | 124                                | 2             | 1873    |                 | |                   |
| Vorst-Oost          | Vorst               | 124                                | 2             | 1873    |                 | |                   |
| Vorst-Zuid          | Vorst               | 96                                 | 2             | 1862    |                 | Gelegen tussen de Audi-Fabrieken |                   |
| Watermaal           | Watermaal-Bosvoorde | 161                                | 4             | 1884    |                 | | Station Watermaal |